# مارکوس دو سوتوی
مارکوس پیتر فرانسیس دو سوتوی ،(Marcus Peter Francis du Sautoy), زادهٔ : ۲۶ اوت ۱۹۶۵، ریاضیدان و نویسنده کتاب ترویج علم به زبان ساده است. او در سال ۱۹۹۶ به‌عنوان استاد ریاضیات در دانشگاه آکسفورد منصوب شد و در سال ۲۰۰۸ به‌ عنوان استاد سیمونی (Simony) برای فهم عمومی علوم انتخاب گردید. همچنین او پیشتر، رئیس انجمن ریاضی و عضو ارشد رسانه در شورای تحقیقات مهندسی و علوم فیزیکی دانشگاه رویال بوده است.

## زندگی
مارکوس دو سوتوی در لندن و در خانواده ای با پیشینه علمی به دنیا آمد. پدرش، برنارد دو سوتوی، که در صنعت کامپیوتر فعال بود، به‌خاطر بزرگ کردن فرزندانش وزارت امور خارجه بریتانیا را ترک کرد. مادرش، جنیفر (به نام خانوادگی اصلی دیسون) بود. او در هنلی-آن-تیمز بزرگ شد.
پدربزرگ او، پیتر دو سوتوی، رئیس ناشر فابر و فابر بود و املاک جیمز جویس و ساموئل بکت را مدیریت می‌کرد.
دو سوتوی در مدرسه جامع گیلوتس، کالج فرم ششم کینگ جیمز (اکنون کالج هنلی) و کالج وادهام (آکسفورد) تحصیل کرد، جایی که به او درجهٔ یک ممتازی در ریاضیات اعطا شد. در سال ۱۹۹۱ او دکتری ریاضیات را در گروه‌های گسسته، گروه‌های تحلیلی و سری پوانکاره، تحت نظارت دن سگال، به پایان رساند.

## سوابق علمی و پژوهشی

### پژوهش‌های ریاضی
مارکوس دو سوتوی در زمینه پژوهش‌هایِ ریاضی بیشتر بر نظریه گروه‌ها و نظریه اعداد تمرکز داشته است. او از ابزار‌های کلاسیک نظریه اعداد برای توجیه ریاضیات تقارن استفاده کرده است.

### محبوب‌سازی ریاضی
در زمینه محبوب‌سازی ریاضیات، دو سوتوی شهرت زیادی دارد و مجلهٔ ایندیپندنت او را به‌عنوان یکی از دانشمندان پیشروی انگلستان در این زمینه معرفی کرده است. او یکی از همکاران ثابت برنامه رادیویی «در زمان ما»  از بی‌بی‌سی است و همچنین عضو شورای مشاوره وبگاه Mangahigh است.